# 财政分配
财政分配，是一种代表政权力量的分配，在经济学研究中一般称为二次分配。具体的财政分配包括中央财政分配和地方财政分配。

## 概述
中央政府的分配职能主要落实在中央财政分配上。由于中央政府肩负国家分配的主要职能，因而中央财政的分配在很大程度上是代表国家分配要求的。中央财政代表国家行使的最重要的分配职能是拨付国防。批准国防费用是国家立法机构，执行这一分配任务的是中央财政。
在分级财政体制下，中央财政只负责中央政府部门的工作经费和人员开支。但一般地讲，政府部门的工作经费标准及公务人员的薪酬标准要统一由中央财政部门制定并经过国家立法机构确认。政府工作经费属于社会生产消费支出，公务人员的薪酬属于社会管理劳动收入，其中包括军人的薪酬也都属于社会管理劳动收入。
地方财政是在有些国家，地方财政只有一级；而地方财政分为二级、三级或四级的国家，也都存在。就一般性而言，在分税制框架下，地方财政不宜分级过多。地方财政要负责地方政府公务人员及公职人员的薪酬开支。